# Heydərabad (Saatlı)
Heydərabad è un comune dell'Azerbaigian situato nel distretto di Saatlı. 